# Tribonemataceae
Famille
Les Tribonemataceae sont une famille d'algues de l'embranchement des Ochrophyta de la classe des Xanthophyceae et de l’ordre des Tribonematales.

## Étymologie
Le nom vient du genre type Tribonema, dérivé du grec τριβω / tribo, « frotter », et νήμα / nima, « fil ; ficelle ».

## Systématique
La famille des Tribonemataceae a été créée en 1904 par le phycologue anglais George Stephen West (d) (1876-1919).

## Liste des genres
Selon AlgaeBase (20 avril 2022) :
- Brachynema Ålvik, 1934 nom. illeg.
- Brachynematella P.C.Silva, 1979
- Bumilleria Borzì, 1889
- Heterothrix Pascher, 1932
- Heterotrichella H.Reisigl, 1964
- Tribonema Derbès & Solier, 1851 - genre type
- Xanthonema P.C.Silva, 1979